# 파이겐바움 상수
파이겐바움 상수(Feigenbaum constant)는 로지스틱 맵에서와 같은 분기 다이어그램에서 나오는 두개의 수학 상수를 말한다.
첫 번째 상수(OEIS의 수열 A006890),
{\displaystyle \delta =\lim _{n\to \infty }^{}{{a_{n-1}-a_{n-2}} \over {a_{n}-a_{n-1}}}=4.66920160910299067185320382...}
{\displaystyle a}는 분기 매개변수
{\displaystyle \delta }는 분기가 일어나는 간격의 비의 수렴값으로 정의된다. 본래는 로지스틱 맵에서 주기가 두배로 늘어나는 분기(주기배가 분기)의 간격의 비로서 발견되었지만, 일반적인 혼돈계가 같은 비로 주기배가 분기가 일어난다는 것이 증명되었다.

두 번째 상수(OEIS의 수열 A006891) 인 추가상수 {\displaystyle \alpha } 는
{\displaystyle \alpha =2.502907875095892822283902873218...}
는 뽀족한 살과 작은 살의 비로서 정의된다.
파이겐바움 함수 {\displaystyle g(x)={\frac {1}{-\alpha }}g(g(\alpha x))}에서,
{\displaystyle x=0}에 가까운 해의 2 차 의존성을 갖는 특정 형태의 해에 대해,
{\displaystyle {{1} \over {\alpha }}} 의 역원 {\displaystyle \alpha =2.502907875095892822283902873218...}는 추가상수 {\displaystyle \alpha }이다.
파이겐바움 상수들은 카오스 이론의 선구자 중 한사람으로 수리물리학자 미첼 파이겐바움이 발견하였다.

## 분기 다이어그램의 구간
{\displaystyle \delta =\lim _{n\to \infty }^{}{{L_{n+1}-L_{n}} \over {L_{n+2}-L_{n+1}}}=4.66920160910299067185320382...}
{\displaystyle L}은 분기 구간
| |
| 한편, Feigenbaum 상수 {\displaystyle \delta }는 {\displaystyle {{L_{n}} \over {L_{n+1}}}}에 대한 연속적인 분기 다이어그램 사이의 거리 비의 한계를 나타낸다. |

아래는 위 분기다이어그램으로부터 얻어지는 파이겐바움 상수의 대략적인 과정이다.
(첫 번째 분기점을 수렴값이 처음으로 0에서 벗어나는 {\displaystyle a=1}으로 하면 {\displaystyle L_{0}=2}이다.)
| n                       | Period | {\displaystyle L_{n}} | {\displaystyle {{L_{n}} \over {L_{n+1}}}} |
| ----------------------- | ------ | --------------------- | ----------------------------------------- |
| 0                       | 1      | 2                     | —                                         |
| 1                       | 2      | 0.45                  | 4.444444...                               |
| 2                       | 4      | 0.09                  | 5                                         |
| 3                       | 8      | 0.02                  | 4.5                                       |
| {\displaystyle \vdots } |        |                       | {\displaystyle \vdots }                   |
| {\displaystyle \infty } |        |                       | 4.669201....                              |

## 비 선형 맵의 예
파이겐바움 상수를 보여주는 비선형맵(Non-linear map)들의 예 ,
{\displaystyle f(x)=a-x^{2}} 또는 {\displaystyle f(x)=ax(1-x)} 그리고 프랙탈{\displaystyle f(x)=x^{2}+b} 등 중에서
다음은 이들 중 하나에 대한 표현이다.
|                                                                   |
| processing.js를 사용한 {\displaystyle f(x)=a-x^{2}}의 로지스틱 맵 |

## 같이 보기
- 파이겐바움 함수
- 텐트 맵
- 로지스틱 맵

## 참고
- 매스월드